# Pieris napi
La pieride del navone (Pieris napi (Linnaeus, 1758)), è un lepidottero appartenente alla famiglia Pieridae.

## Descrizione

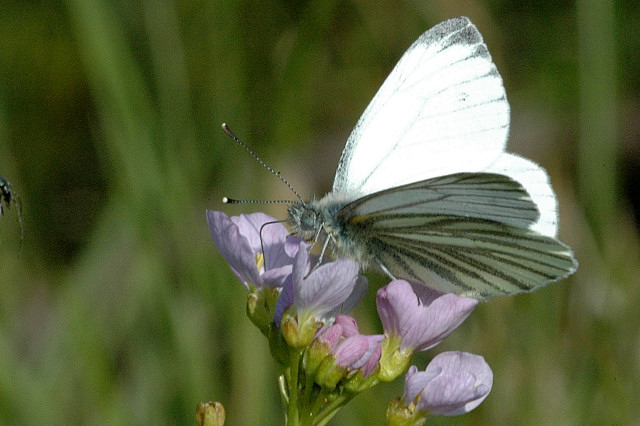
Maschio

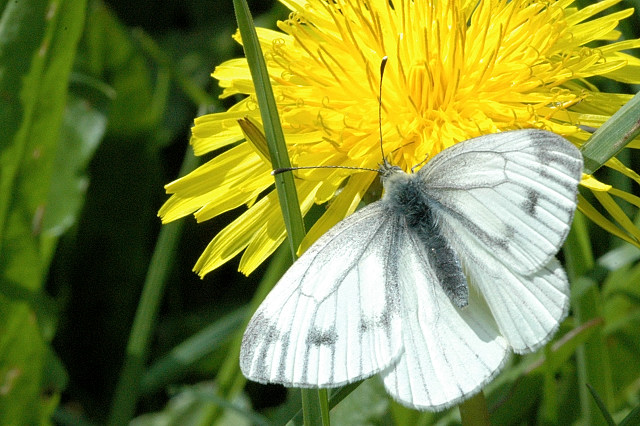
Femmina

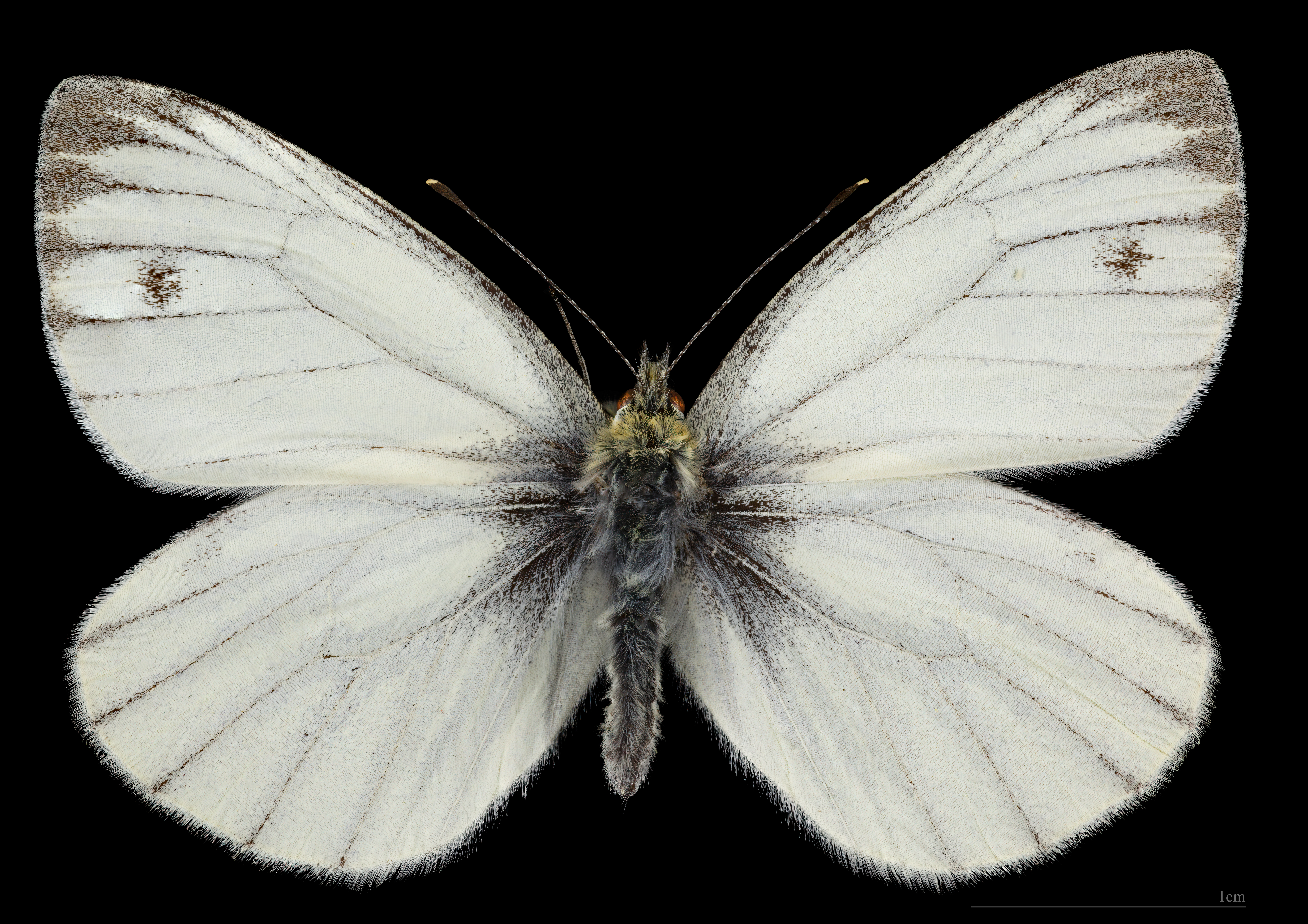
Pieris napi ♂
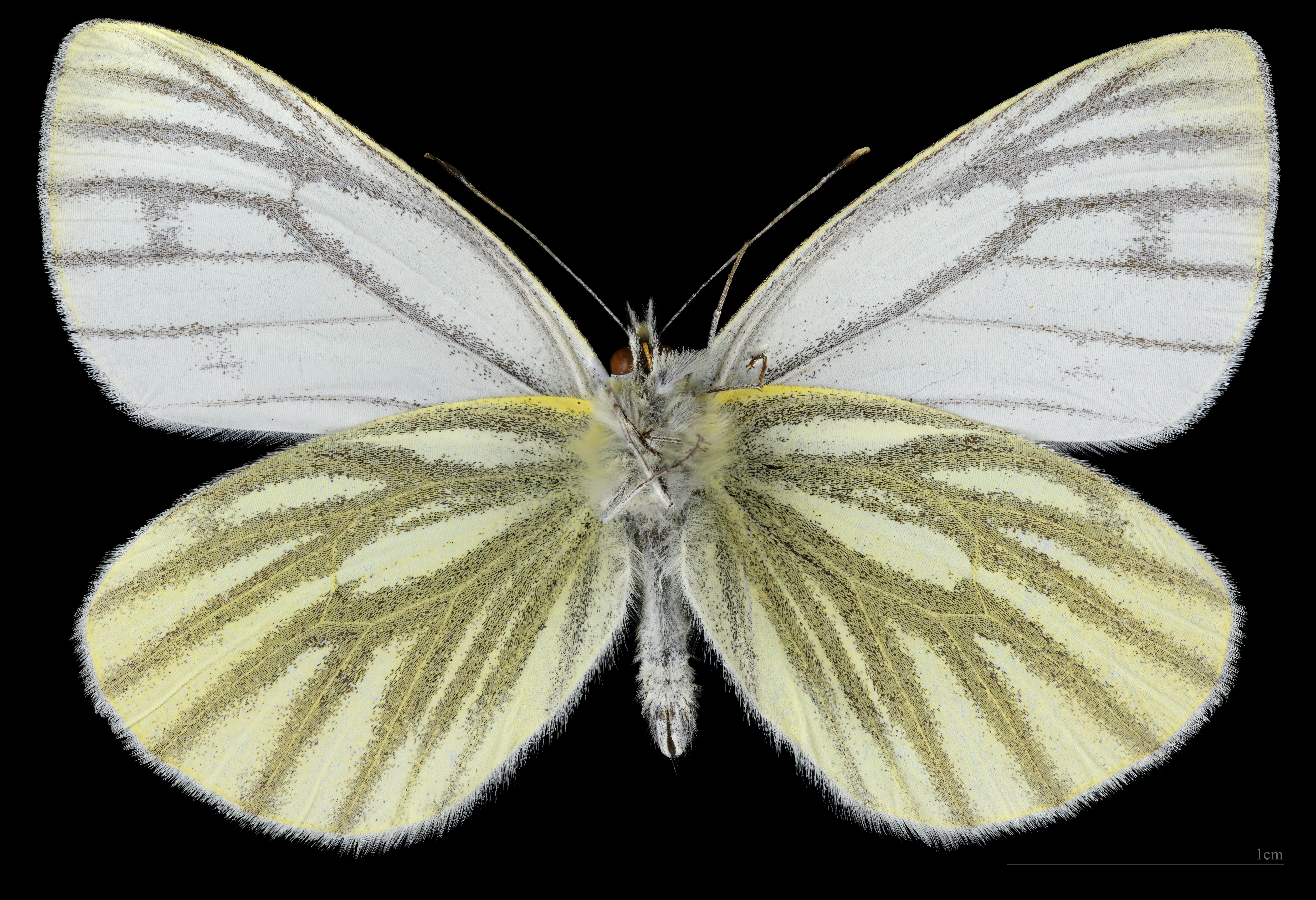
Pieris napi  ♂  △
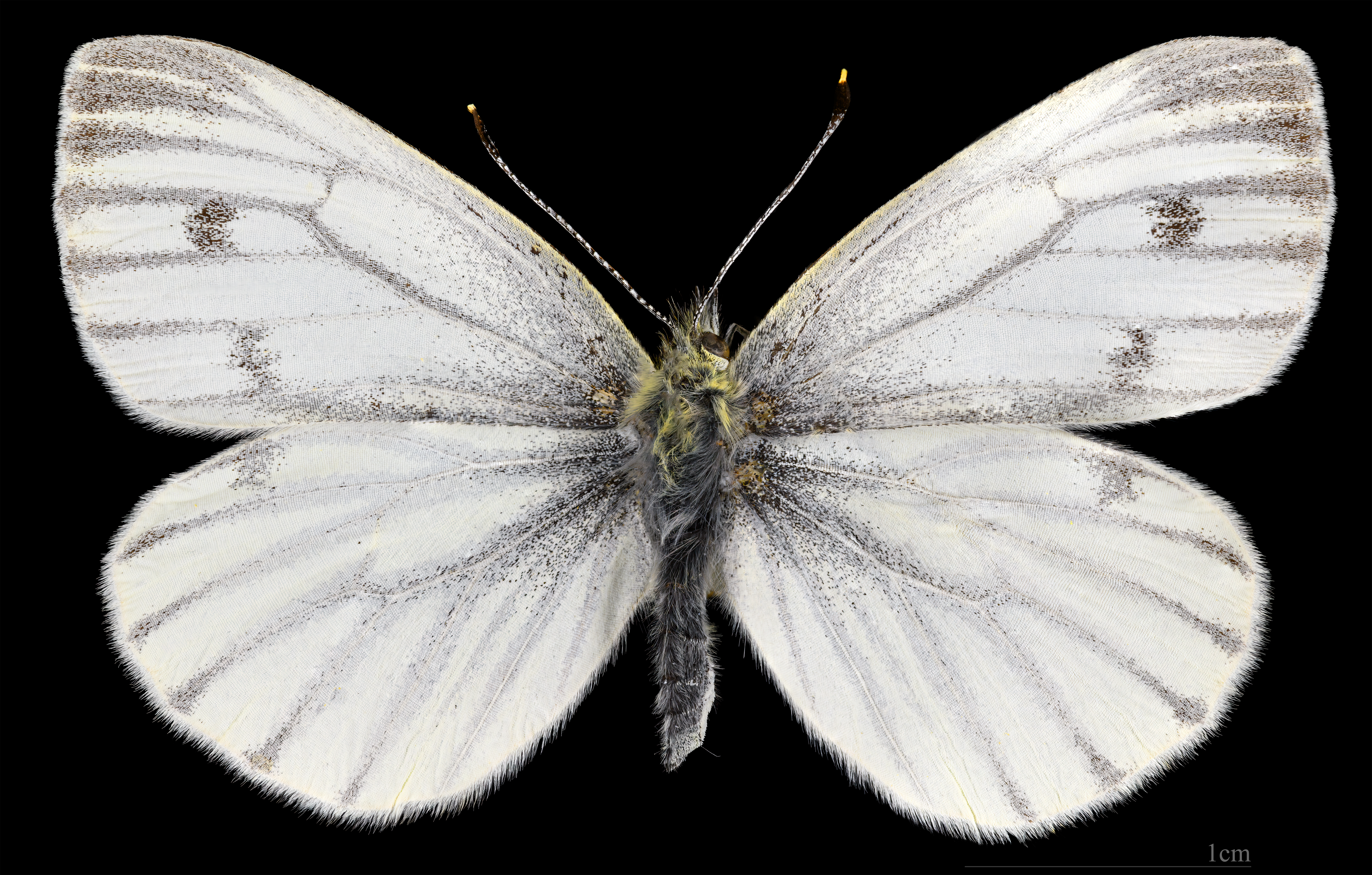
Pieris napi  ♀
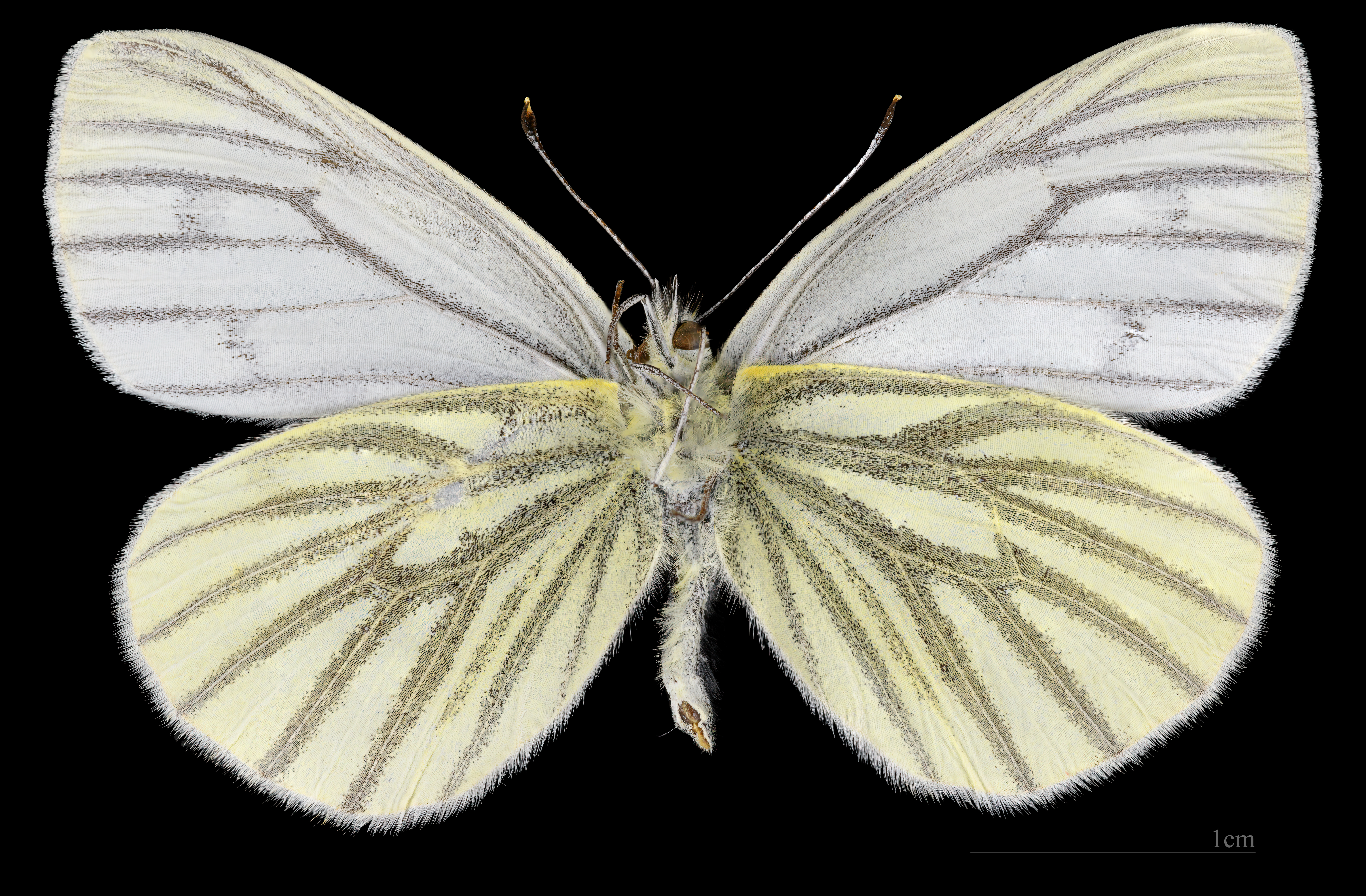
Pieris napi  ♀ △

### Adulto
Questa farfalla, di colorazione generalmente biancastra, presenta striature verdi o squame grigiastre in corrispondenza delle venature della parte inferiore dell'ala posteriore. Le ali presentano macchie scure su ambo i lati, più accentuate nelle femmine (dimorfismo sessuale).

Le generazioni sviluppate durante l'estate hanno macchie alari meno pronunciate rispetto a quelle primaverili, e le nervature appaiono più sottili. In talune aree alpine, le parti superiori dei maschi hanno nervature molto accentuate, e quelle delle femmine risultano completamente spolverate di marrone.

### Uovo
Le uova, dalla forma simile a un birillo, si trovano tra marzo e settembre, e vengono deposte sulle foglie singolarmente.

### Larva
Le larve sono visibili da aprile a ottobre, sono verdi e non hanno striature gialle sul dorso (vedi Pieris rapae).

### Pupa
Le pupe o crisalidi si rinvengono da giugno a marzo, per cui è con questo stadio che la specie affronta i rigori invernali. Sono verdognole, succinte sulle piante ospiti, o su supporti di diversa natura.

## Distribuzione e habitat
La specie è paleartica, ampiamente diffusa più o meno in tutta l'Eurasia e in Nord America; si riscontra anche in Finlandia, nel Giura, nei Carpazi e nel Caucaso.

Gode di ampia diffusione in tutta Italia.
La si rinviene in boscaglia rada, zone incolte, o in corrispondenza di giardini, siepi, argini fluviali e praterie umide, dal livello del mare fino a 2500 m di quota in Europa centrale, e fino a 2600 m in Italia.

## Biologia

### Periodo di volo
Visibile da marzo a novembre, con 1-3 generazioni l'anno.

### Alimentazione
A differenza di quanto avviene per altre specie congeneri come Pieris rapae e Pieris brassicae, le larve si trovano raramente su varietà coltivate del genere Brassica.
Si nutrono delle seguenti specie di Brassicaceae:
- Alliaria petiolata
- Arabis alpina
- Armoracia rusticana
- Berteroa incana
- Brassica campestris
- Brassica napus v. napobrassica
- Brassica oleracea
- Brassica oleracea v. botrytis
- Brassica rapa
- Cardamine amara
- Cardamine leucantha
- Cardamine niponica
- Hesperis matronalis
- Raphanus raphanistrum
- Raphanus sativus
- Rorippa islandica
- Rorippa sylvestris
- Thlaspi alpestre
- Thlaspi arvense.

Si possono inoltre trovare larve sulle foglie di:
- Calendula officinalis (fam. Asteraceae)
- Reseda odorata (fam. Resedaceae)
- Tropaeolum majus (fam. Tropaeolaceae).

## Tassonomia
La specie viene attualmente suddivisa in 18 sottospecie, con differente distribuzione:
- P. n. napi Linnaeus, 1758 (Europa continentale dall'Atlantico agli Urali)
- P. n. adalwinda Fruhstorfer, 1909 (Europa settentrionale)
- P. n. atlantis Oberthür, 1925 (Marocco)
- P. n. britannica Verity, 1911 (Isole Britanniche)
- P. n. frigida Scudder, 1861
- P. n. hulda Edwards, 1869
- P. n. japonica Shirozu, 1952 (Giappone)
- P. n. keskuelai Eitschberger, 2001 (Urali polari)
- P. n. lappona Rangnow, 1935 (Svezia settentrionale e Finlandia settentrionale)
- P. n. lusitanica de Sousa, 1929 (Portogallo)
- P. n. maura Verity, 1911 (Algeria e Tunisia occidentale)
- P. n. meridionalis Heyne, 1895
- P. n. mogollon Burdick, 1942 (Nuovo Messico e Arizona)
- P. n. muchei Eitschberger, 1984 (Tien Shan, Ghissar, Ghissar meridionale, Darvaz, Alaj e Dzhungarsky Alatau)
- P. n. napoleon Eitschberger, 1990
- P. n. pallidissima Barnes & McDunnough, 1916
- P. n. pseudobryoniae Barnes & McDunngough, 1917
- P. n. segonzaci Le Cerf, 1923 (Marocco)